# Феш, Жозеф
Жозе́ф Феш, устаревшее Ио́сиф Феш (фр. Joseph Fesch; 3 января 1763, Аяччо, Корсиканская республика — 13 мая 1839, Рим, Папская область) — французский куриальный кардинал; архиепископ Лиона (с 1802), кардинал-священник (с 1803; до 1822 — с титулом церкви Санта-Мария-делла-Виттория, с 1822 — с титулом церкви Сан-Лоренцо-ин-Лучина), in commendam (с 1822). Кардинал-протопресвитер (с 1837).
Дядя (по материнской линии) Наполеона Бонапарта, возведённый при его содействии в кардиналы и получивший кафедру архиепископа Лионского. За время Наполеоновских войн скупил не менее 3000 картин, которые образовали ядро художественного музея Феша в Аяччо.

## Биография
Отец Феша, швейцарский капитан, поступил на французскую службу на острове Корсика, где в 1757 году женился на вдове Рамолино — бабушке Наполеона I по матери. Таким образом, Жозеф приходился единоутробным братом Летиции, матери императора. Был архидиаконом, но в революционную эпоху перешел в военное министерство и в 1796 году, во время первого итальянского похода Бонапарта, служил французским военным комиссаром. Вследствие жалоб на мздоимство должен был оставить службу.
В 1799 году Феш вернулся в состав духовенства и сделался каноником в Бастии (на Корсике), в 1802 году — архиепископом Лионским, в 1803 году — кардиналом и французским посланником при Ватикане. В 1804 году, накануне коронации Наполеона I, совершил церковное венчание Наполеона с Жозефиной (гражданское было совершено в 1796 году); тогда же получил графский титул, звание сенатора и Великого капеллана Франции (Grand-Aumônier).
В 1806 году Феш был назначен помощником и преемником князя-примаса Дальберга; это назначение вызвало протест даже со стороны приверженного Наполеону регенсбургского сейма. В 1811 году Феш был президентом собора французского духовенства в Париже, высказался здесь определённо против унизительного обращения Наполеона с папой Пием VII и этой своей неожиданной самостоятельностью вызвал сильный гнев Наполеона, который удалил его в почётную ссылку в Лион.
После вступления союзников на французскую территорию Феш вместе со своей сестрой Летицией бежал в Рим, где и провел остаток жизни. После его смерти его громадная картинная галерея была по большей части продана и выручка употреблена в силу его завещания на дела благотворительности. Пий IX заплатил 2500 тыс. франков за «Святого Иеронима» Леонардо да Винчи, которого Феш составил из двух досок; из них одна, по преданию, служила прежде крышкой ларя. Переписка кардинала с Наполеоном I была опубликована в 1855 году.

## Жозеф Феш в произведениях искусства
Художник Жан-Жорж Вибер изобразил Феша играющим в шахматы с Наполеоном Бонапартом и одерживающим победу на картине «Шах!».
- В фильме «Наполеон: путь к вершине» (Франция, Италия, 1955) роль Жозефа Феша исполняет актёр Умберто Мелнати[фр.]